# 孔雪児
孔 雪児（英語: Kong Xueer／Sherry Kong／Snow Kong、日本語:コン・シュエアル、1996年4月30日 - ）は、中国の歌手、アイドル、ダンサー、女優。泰洋川禾所属。中華人民共和国湖北省武漢市出身。出生は潜江市。ガールズグループTHE9のメンバーだった。
韓国のJYPエンターテインメントの元研修生。以前は、ガールズグループ蜜蜂少女隊(Lady Bees)のメンバーだった。 
2020年3月12日、IQIYIの青春有你 (第二季)≪Youth with You (Season2) ≫に参加し、5月30日、最終順位8位でTHE9の正式メンバーとしてデビュー 。
ファン名は「雪花」、サポートカラーは「青雪色」 。

## 経歴

### デビュー前
2012年
韓国のJYPエンターテインメントが主催するオーディションプログラムに参加し、研修生に選ばれる。
2015年
中国女性チームタレントショーに参加するために、JYPを辞退し、中国に戻ることを選択した。

### デビュー
2015年
浙江衛視のガールズグループ展開のバラエティショー「蜜蜂少女隊(Lady Bees)」に参加し、ショー開始後、ネット上の注目を集めた。
2016年
5月28日、蜜蜂少女隊(Lady Bees)メンバーになり、公式デビューを果たす。
6月に、彼女は蜜蜂少女隊(Lady Bees)の最初のミニグループアルバム「Lady Bees」をリリース。
2017年
3月30日、蜜蜂少女隊(Lady Bees)はファーストミュージックアルバム「GPS密封令」をリリース。
4月25日、蜜蜂少女隊(Lady Bees)は「最具粉絲影響力明星頒奨盛典」のガールズグループ新人賞を獲得。
10月、映画「旺夫美少女」に出演。
2018年
3月 IQIYIダンスリアリティショーコンペティションの「熱血街舞団」に参加。
2019年
5月15日、中国中央電視台の亜洲文化嘉年華に青春亜洲組合の一員として参加し、青春亜洲を披露。
2020年
3月12日、女性グループオーディションバラエティショー「 青春有你2≪Youth with You (Season2)≫ 」がiQiyiで開催され、練習生の一人として参加。
5月30日、4,001,966票を獲得して8位になり、THE9のメンバーとしてデビュー。
8月10日、｢斯芬克斯X謎(SphinX)」をリリース。
12月20日、浙江衛視「宝蔵般的郷村」に宝蔵団としてレギュラー出演。
12月25日、「虚実X境(MatriX)」をリリース。ソロ曲「Call Me By My Name」ではラップ詞を担当。
2021年
3月20日、ドラマ「瀟洒佳人淡淡妝」撮影開始。郭子凡とW主演を務める。役名は「司妍」。
3月26日・27日、THE9オンラインコンサート「虚実之城」が開催される。
5月22日、「RefleXtion」をリリース。
THE9公式個別写真集「ANTIMATTER」出版。
9月5日、ドラマ「明媒善娶」撮影開始。任号とW主演を務める。役名は「施伐柯」。
12月5日、「THE NINE」をリリース。THE9卒業。Covid-19拡大のため11月-12月に行われる予定だった卒業コンサートは延期となる。
12月27日、ソロ曲「baby sister」(原曲：曾軼可)網易雲音楽にて配信開始。
2022年
1月11日、ドラマ「無非是戀愛而已」撮影開始。管櫟とW主演を務める。
1月14日、ドラマ「瀟洒佳人淡淡妝」配信開始。
2023年
5月30日、ドラマ「香蕉先生不睡覚」配信開始。
6月2日、ドラマ「恋の都の美貌録」(原題：瀟洒佳人淡淡妝）が日本でレンタル・販売開始。
10月27日・10月28日、延期されていたTHE9のコンサート「多遠都可以到達」が開催される。
2024年
2月3日、ドラマ「甜心萌探」配信開始。
3月6日、ドラマ「ミラクル・キス 眠れぬ森の王子様とお姫様」(原題：香蕉先生不睡覚)が日本で配信・レンタル・販売開始。

## 人物
・THE9のメンバー許佳琪からは「雪雪子」、劉雨昕や謝可寅からは「児姐」、虞書欣からは「小公主」と呼ばれ、青春有你2初回評価時に趙小棠より「甩髪女王」と紹介された。
・ファンから呼ばれて嬉しいニックネームは「猪猪」「雪雪子」とインタビューで答えている。
・劉雨昕とは、蜜蜂少女隊でもチームメイトであった。
・青春亜洲組合で活動した許佳琪、許楊玉琢、張語格、張楚寒らと、青春有你2内で青春亜洲を披露している。
・過去の所属事務所について、YuehuaやC.T.C. Entertainmentに所属していたという情報もあるが詳細は不明。

## 音楽作品

### 青春有你2期間
| 公開時間 | 曲名（曲の説明）                                     | 元の歌手                                                                   |
| -------- | ---------------------------------------------------- | -------------------------------------------------------------------------- |
| 2020     | 「我的新衣」（初回評価曲）                           | VAVA                                                                       |
| 2020     | 「譲世界充満愛」（練習生全員参加チャリティーソング） | 群星                                                                       |
| 2020     | 「 Play 」（ポジション評価曲）                       | 蔡依林                                                                     |
| 2020     | 「Yes！Ok！」（「青春有你2」のテーマソング）         | 青春有你2 練習生                                                           |
| 2020     | 「我怎麼這麼好看」（グループ評価曲）                 | 大張偉                                                                     |
| 2020     | 「十面埋伏2」（グループ評価リベンジ曲）              | 艾菲／李斯丹妮                                                             |
| 2020     | 「非日常狂歓」（コンセプト評価曲）                   | 双馬尾哈尼～哈！(金子涵、謝可寅、許佳琪、孫芮、虞書欣、趙小棠、孔雪児）    |
| 2020     | 「I'm Not Yours」（協力ステージ曲）                  | 蔡依林/安室奈美恵                                                          |
| 2020     | 「a little bit」（デビュー評価曲）                   | 戴萌、劉雨昕、乃万、上官喜愛、宋昕冉、王承渲、謝可寅、喩言、曾可妮、孔雪児 |
| 2020     | 「Promise」                                          | 青春有你2 Top20練習生                                                      |

### THE9期間
| リリース日 | リリース日 | アルバム名           | 曲目                                  | 備考                        |
| ---------- | ---------- | -------------------- | ------------------------------------- | --------------------------- |
| 2020年     | 8月10日    | 斯芬克斯𝑿謎 (Sphin𝑿) | 1.斯芬克斯 2.Not Me                   | QQ Apple Music              |
| 2020年     | 12月25日   | 虚実𝑿境 (Matri𝑿)     | 1.Dumb Dumb Bomb 9.Call Me By My Name | 2~10はソロ曲 QQ Apple Music |
| 2021年     | 5月22日    | Refle𝑿tion           | 1.Hello 2.異獣                        | QQ Apple Music              |
| 2021年     | 12月5日    | THE NINE             | 1.馭舞者 2.Devil’s song 3.我們啊      | QQ                          |

### ソロ活動期間
| リリース日 | リリース日 | アルバム名  | 曲目                                      | 備考                                 |
| ---------- | ---------- | ----------- | ----------------------------------------- | ------------------------------------ |
| 2021年     | 12月27日   | Baby Sister | 1.Baby Sister 2.Baby Sister(instrumental) | 網易雲音楽 オリジナル歌手：曾軼可    |
| 2022年     | 9月28日    |             | 練愛秘笈                                  | 《無非是恋愛而已》主題歌 Apple Music |
| 2023年     | 6月5日     |             | 愛的冒険                                  | 《香蕉先生不睡覚》主題歌             |

## 出演

### 連続ドラマ
| 初回放送日    | チャンネル | 題名                                                               | 役名   | 備考         |
| 2020年7月30日 | IQIYI      | 「一根木頭」 （英語: The wood）                                    | 杜欣悦 | ウェブドラマ |
| 2022年1月14日 | IQIYI      | 「瀟洒佳人淡淡妝」 (英語：Sassy Beauty) (日本語:恋の都の美貌録)    | 司妍   | ウェブドラマ |
| 2022年9月28日 | TikTok     | 無非是恋愛而已                                                     | 林小雨 | ウェブドラマ |
| 2023年5月30日 | youku      | 香蕉先生不睡覚 (日本語:ミラクル・キス～眠れぬ森の王子様とお姫様～) | 陸恩潼 | ウェブドラマ |
| 2024年2月3日  | WeTV       | 甜心萌探                                                           | 南虞   | ウェブドラマ |
| 放送予定      | IQIYI      | 明媒善娶                                                           | 施伐柯 | ウェブドラマ |
| 放送予定      | WeTV       | 折腰                                                               | 鄭楚玉 | ウェブドラマ |
| 放送予定      | WeTV       | 斗羅大陸2                                                          | 朱竹清 | ウェブドラマ |
| 放送予定      | youku      | 墨雨雲間                                                           | 知顏   | ウェブドラマ |
| 放送予定      | WeTV       | 錦月如歌                                                           | 穆紅錦 | ウェブドラマ |
| 放送予定      | WeTV       | 九重紫                                                             | 苗安素 | ウェブドラマ |
| 放送予定      | WeTV       | 子夜歸                                                             | 謝瑶   | ウェブドラマ |

### 映画
| リリース時期 | 題名                 | 役名   | 備考 |
| 2017年       | 「旺夫美少女」       | 裘娜娜 |      |
| 2019年       | 「蜜蜂少女隊大電影」 | 孔雪児 |      |

### バラエティ
| 放送日                        | チャンネル     | 番組名                        | 備考                              |
| ----------------------------- | -------------- | ----------------------------- | --------------------------------- |
| 2020年9月4日‐2020年11月20日   | IQIYI          | 非日常派対 (英語:Let's Party) | THE9のレギュラー番組              |
| 2020年11月19日 2020年11月26日 | 芒果TV         | 小巨人運動会                  | 第8期ゲスト出演 第9期ゲスト出演   |
| 2020年12月20日‐2021年2月21日  | 浙江衛視       | 宝蔵般的郷村                  | レギュラー出演                    |
| 2021年1月1日 2021年1月8日     | IQIYI          | 潮流合伙人2 (FOURTRY2)        | 第5期ゲスト出演 第6期ゲスト出演   |
| 2021年1月15日 2021年1月22日   | IQIYI 騰訊視頻 | 哈哈哈哈哈                    | 第10期ゲスト出演 第11期ゲスト出演 |
| 2021年3月13日 2021年3月20日   | 浙江衛視 抖音  | 為歌而賛                      |                                   |
| 2021年4月22日                 | IQIYI          | 春日醤                        | 第4期ゲスト出演                   |
| 2021年7月28日-                | IQIYI          | 主厨的栄耀                    | 第1期出演                         |
| 2021年8月4日                  | IQIYI          | 奇異劇本鯊 (GAME OF SHARK)    | 第8期ゲスト出演                   |
| 2021年10月28日                | 江蘇衛視       | 陽光姐妹淘2                   | 第7期ゲスト出演                   |
| 2022年10月8日                 | 浙江衛視       | 聽說很好吃2                   |                                   |
| 2023年11月17日‐               | MangoTV        | 来者何人                      |                                   |
| 2023年12月22日                | TikTok         | 姐姐妹妹的俱樂部              |                                   |
| 2024年5月3日                  | IQIYI          | 萌探2024                      | 第2期出演                         |

### 雑誌
| 発売日 | 発売日 | 雑誌名                            | 備考                                        |
| ------ | ------ | --------------------------------- | ------------------------------------------- |
| 2020年 | 7月    | NYLON CHINA                       | THE9(表紙) ※NYLON JAPAN 1月号増刊に一部掲載 |
| 2020年 | 8月    | YOHO!青春                         | THE9(表紙)                                  |
| 2020年 | 8月    | 時尚健康Men’s Health STYLE        | THE9(表紙)                                  |
| 2020年 | 10月   | Red                               | 孔雪児(表紙)                                |
| 2020年 | 10月   | 伊周                              | 孔雪児(表紙)                                |
| 2020年 | 10月   | 茜茜姐妹                          | 許佳琪・孔雪児(表紙)                        |
| 2020年 | 11月   | 12magazine                        | 孔雪児(単独誌)                              |
| 2020年 | 11月   | Instyle                           |                                             |
| 2020年 | 12月   | men's uno                         | (表紙)                                      |
| 2021年 | 2月    | 時尚先生fine (ESQUIRE fine)       | 孔雪児(単独誌) ※電子版                      |
| 2021年 | 2月    | NeufMode                          | 孔雪児(単独誌) ※電子版                      |
| 2021年 | 3月    | SIZE潮流生活                      | 孔雪児(表紙)                                |
| 2021年 | 4月    | OK精彩(OK!GIRL)                   | 孔雪児(表紙)                                |
| 2021年 | 5月    | 紅秀GRAZIA                        | THE9(表紙)                                  |
| 2021年 | 7月    | KIKS定番                          | 孔雪児(表紙)                                |
| 2021年 | 7月    | BOBOSNAP                          | [ 25 ]                                      |
| 2021年 | 8月    | NYLON CHINA                       | 孔雪児(表紙)                                |
| 2021年 | 9月    | 時尚芭莎                          | 七夕企画：瀟洒佳人淡淡妝                    |
| 2021年 | 10月   | So Figaro                         | 孔雪児(表紙)                                |
| 2021年 | 12月   | 紅秀GRAZIA                        | 孔雪児(単独誌) ※電子版                      |
| 2022年 | 3月    | BBART                             | 孔雪児(表紙)                                |
| 2022年 | 3月    | WAVES                             | 孔雪児(表紙)                                |
| 2022年 | 6月    | 時尚新娘                          | [ 29 ]                                      |
| 2022年 | 7月    | 時尚COSMO                         | 七夕企画:香蕉先生不睡覚                     |
| 2022年 | 7月    | PowerCircles                      | 孔雪児(表紙)                                |
| 2022年 | ９月   | chicteen                          | 孔雪児(表紙)                                |
| 2022年 | 10月   | TRAVELLONG SCOPE                  | 孔雪児(表紙)                                |
| 2022年 | 11月   | ENTERTAINMENT WEEKLY TASTE＆GRACE | 孔雪児(表紙)                                |
| 2023年 | 1月    | Kind Chic                         | 孔雪児(表紙)                                |
| 2023年 | 1月    | VITA                              | 孔雪児(表紙)                                |
| 2023年 | 1月    | NYRON CHINA                       | 孔雪児・劉些寧(表紙)                        |
| 2023年 | 3月    | 格調                              | 孔雪児(表紙) ミラノFW特別号                 |
| 2023年 | 10月   | 瑞麗                              | 孔雪児(表紙)                                |
| 2023年 | 10月   | VanityTeen                        | [ 32 ] [ 33 ]                               |

### 参照
1. ↑  “《青春有你2》総決賽排名出炉！恭喜劉雨昕C位出道！”.   Woah My. 2020年6月3日時点のオリジナルよりアーカイブ。2020年5月30日閲覧。
2. ↑  “孔雪儿为什么退出JYP：孔雪儿现状”. 参考网. 2020年4月7日時点のオリジナルよりアーカイブ。2020年4月7日閲覧。
3. ↑  “《蜜蜂》活力表现惊艳"温太医" 孔雪儿自信夺冠”. 网易娯楽 (网易). (2016年5月26日).  オリジナルの2020年4月7日時点におけるアーカイブ。 2020年4月7日閲覧。
4. ↑  “《蜜蜂少女队》顺利出道 火速首发EP甜蜜开唱”. 网易娯楽 (网易). (2016年5月30日).  オリジナルの2020年4月7日時点におけるアーカイブ。 2020年4月7日閲覧。
5. ↑  “蜜蜂少女队登央视元宵晚会 现场配合魔术表演”. 中国新聞网. 2020年4月7日時点のオリジナルよりアーカイブ。2020年4月7日閲覧。
6. ↑  “蜜蜂少女队Ladybees再夺音乐榜上榜周榜冠军”. 搜狐音楽. 2020年4月7日時点のオリジナルよりアーカイブ。2020年4月7日閲覧。
7. ↑  “蜜蜂少女隊專輯 - GPS 密封令” (中文). 2020年4月7日時点のオリジナルよりアーカイブ。2020年4月7日閲覧。
8. ↑  “刘雨昕、孔雪儿是蜜蜂少女的队友，蜜蜂少女参加过《热血街舞团》”. Cunman. 2020年4月7日時点のオリジナルよりアーカイブ。2020年4月7日閲覧。
9. ↑  “《青春有你2》孔雪儿排名上升 位置测评错失C位”. 娯楽刊网. (2020年3月23日).  オリジナルの2020年6月4日時点におけるアーカイブ。 2020年4月29日閲覧。
10. ↑  “《青春有你2》收官，刘雨昕、虞书欣、许佳琪等9人成团”.   Bjnews. 2020年5月31日時点のオリジナルよりアーカイブ。2020年5月30日閲覧。
11. ↑  “《宝藏般的乡村》办开播发布会 华少孔雪儿现身-新华网”. www.xinhuanet.com. 2020年12月30日閲覧。
12. ↑  “恋の都の美貌録（全24話） - MAXAM”. www.maxam.jp (2023年4月25日). 2024年5月6日閲覧。
13. ↑  “抗击疫情和TA一起行动 | 爱奇艺《青春有你2》百名训练生共唱《让世界充满爱》”. 愛奇藝娯楽 (愛奇藝). (2020年2月1日).  オリジナルの2020年3月15日時点におけるアーカイブ。 2020年3月22日閲覧。
14. ↑  “《青春有你2》发布主题曲 百位训练生一同演绎”. 中国新聞网. (2020年3月18日).  オリジナルの2020年3月21日時点におけるアーカイブ。 2020年3月22日閲覧。
15. ↑  NYLON編輯部. “生！猛！可！爱！THE9成团首个封面，来pick你的她！”. 微信公众平台. 2020年12月12日閲覧。
16. ↑  YOHO!TEAM. “这9个不被定义的女孩，她们的目标是成为中国第一女团！| THE9”. 微信公众平台. 2020年12月12日閲覧。
17. ↑  伊周娯楽. “伊周封面 | THE9-孔雪儿：坚持热爱，终有回响。”. 微信公众平台. 2020年12月12日閲覧。
18. ↑  茜茜姐妹. “THE9-许佳琪&THE9-孔雪儿丨以梦为马 继续闪耀”. 微信公众平台. 2020年12月12日閲覧。
19. ↑  12Magazine. “孔雪儿：「不止在舞台上闪闪发光」”. 微信公众平台. 2020年12月12日閲覧。
20. ↑  开启你的. “THE9孔雪儿 金牛座女孩的热爱与执着”. 微信公众平台. 2020年12月12日閲覧。
21. ↑  Are, We. “THE9-孔雪儿： 热爱使我不会停下脚歩”. 微信公众平台. 2021年2月22日閲覧。
22. ↑  “OK!GIRL | THE9-孔雪儿 认真又勇敢”. 微信公众平台. 2021年4月24日閲覧。
23. ↑  紅秀GRAZIA. “THE 9 江河入海時”. 微信公众平台. 2021年6月19日閲覧。
24. ↑  KIKS. “THE9-孔雪儿：她和大自然的浪漫”. 微信公众平台. 2021年8月11日閲覧。
25. ↑  BOBOSNAP. “BOBOSNAP X THE9-孔雪儿｜安全感”. 微信公众平台. 2024年4月7日閲覧。
26. ↑  “寻找自己热爱的事情并为之坚持的孔雪儿是否也和你一样？”. 微信公众平台. 2021年8月11日閲覧。
27. ↑  “THE9-孔雪儿 脚歩永不停歇｜ COVER STORY”. 微信公众平台. 2021年10月23日閲覧。
28. ↑  紅秀GRAZIA. “孔雪儿 异想圣诞节”. 微信公众平台. 2022年1月23日閲覧。
29. ↑  时尚新娘. “孔雪儿｜不被定义的闪光少女”. 微信公众平台. 2024年4月7日閲覧。
30. ↑  “COSMOGIFT | 来不及了，快进来嗑”. mp.weixin.qq.com. 2024年4月7日閲覧。
31. ↑  新乐园VITA. “COVER | 孔雪儿：钝感的力量”. 微信公众平台. 2024年4月7日閲覧。
32. ↑  “Sina Visitor System”. passport.weibo.com. 2024年4月7日閲覧。
33. ↑  “Vanity Teen丨孔雪儿：漫步巴黎，自在御风” (中国語). 豆瓣. 2024年4月7日閲覧。